# Río Higuera
El río Higuera es un río amazónico de Bolivia, situado en el departamento de Santa Cruz. El río nace cerca de la famosa población de La Higuera a una altitud de 2.500 m, tiene una longitud de 14 km y desemboca en el río Grande, también servía de límite natural entre los cantones de La Higuera y Pucará.